# Arona (Włochy)
Arona – miejscowość i gmina we Włoszech, w regionie Piemont, w prowincji Novara.
Według danych na rok 2004 gminę zamieszkiwało 14 310 osób, 1022,1 os./km².

## Współpraca
Miejscowość partnerska:
- Huy, Belgia